# شهرستان موفات (کلرادو)
شهرستان موفات، کلرادو (به انگلیسی: Moffat County, Colorado) یک سکونتگاه مسکونی در ایالات متحده آمریکا است که در کلرادو واقع شده‌است.

## خصوصیات
شهرستان موفات ۱۲٬۳۰۵٫۱ کیلومترمربع مساحت دارد.